# Mattia Moreni

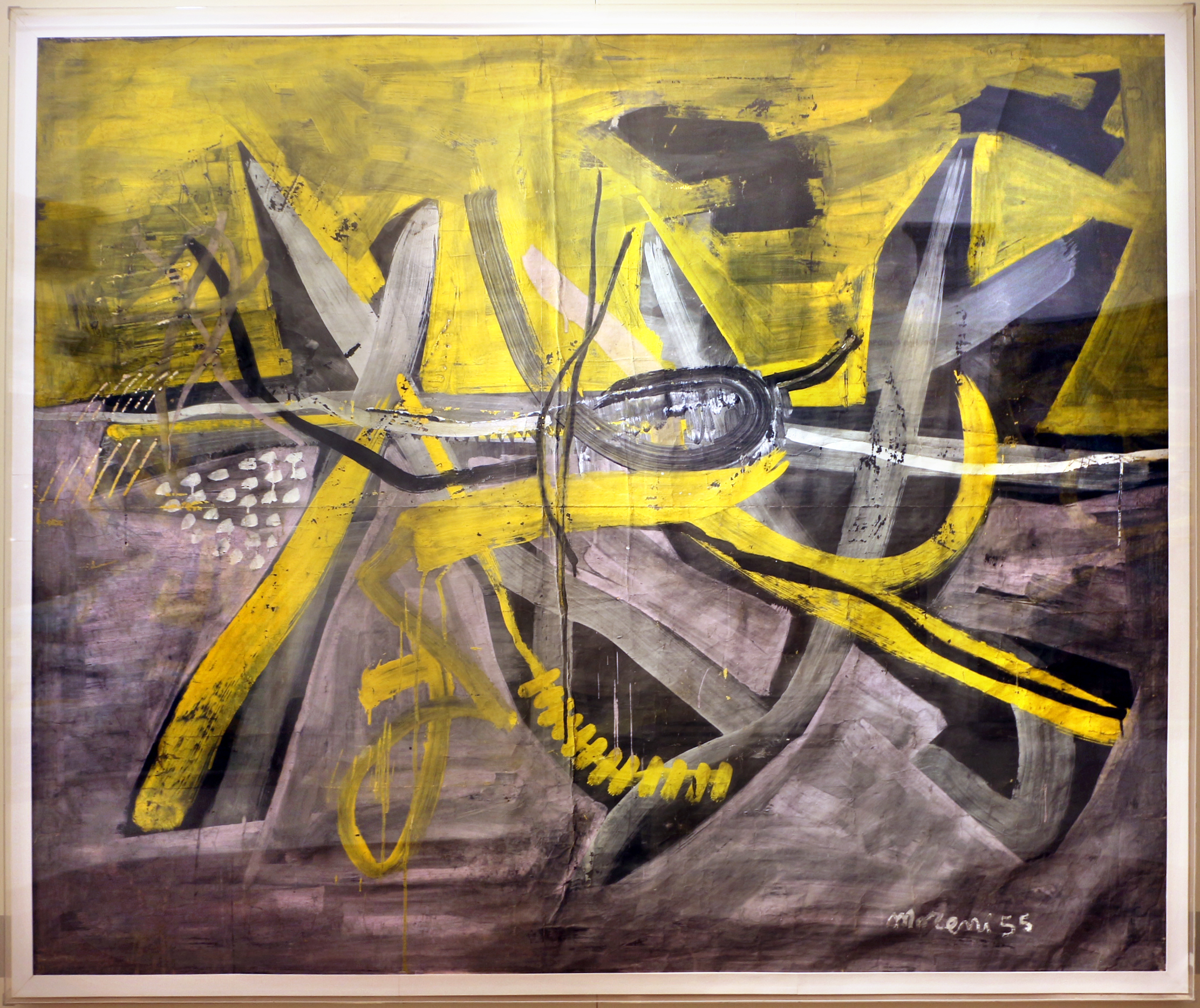
Senza titolo, bozzetto per mosaico (1955), Collezione Mosaici Moderni della Pinacoteca di Ravenna

Mattia Moreni (Pavia, 12 novembre 1920 – Brisighella, 29 maggio 1999) è stato uno scultore e pittore italiano.

## Biografia
1. Primi studi e primo espressionismo 1934 – 1946
Fin dai suoi quattordici anni Moreni andava modulando una visione naturalistica di cose, figure, case, paesaggi a cui si aggiunse il ritratto verso i vent'anni. Un linguaggio che si sviluppa durante gli studi all'Accademia Albertina di Belle Arti di Torino, dove propone immagini di indole introspettiva con accenti espressionisti. All'inizio del 1946 risale la sua prima mostra personale alla galleria La Bussola di Torino, con dipinti e disegni del periodo in cui un espressionismo visionario ed evocazioni destabilizzanti si concretizzano in immagini di ravvicinate composizioni di frutta o animali. Da queste prove risaltano due aspetti già significativi per il successivo percorso di Moreni: la propensione a proporre immagini totalizzanti, dalla prospettiva non profonda, ma affollate dalla “presenza ingigantita degli oggetti” (Albino Galvani, La Nuova Stampa, Torino, 27 febbraio 1946); e un fremito deformativo espressionista che andrà “ben oltre l'ordine dialettale e illustrativo e folcloristico” di locali derivazioni “da esemplari nordici o più propriamente fiamminghi”, come notato da Italo Calvino (I. Calvino, Agorà, Torino, marzo 1946).
.2. Attraverso il postcubismo, l'astrazione 1946 – 1952
A partire dalla seconda metà degli anni Quaranta, la personalità di Moreni schiva le dialettiche interne al panorama artistico italiano, mosse dal Fronte Nuovo delle Arti, tra rappresentazioni narrative di vita quotidiana, d'ottica popolare (Birolli, Guttuso) e la tendenza a sintesi rappresentative di situazioni e stati d'animo (Vedova, Pizzinato, Cassinari), ed appare impegnato a metabolizzare le sollecitazioni neocubiste in chiave non-figurativa, aprendosi a un dialogo più di matrice internazionale che nazionale. Nel corso del 1948 e del '49 la sua ricerca vira verso una sintesi astrattiva che circoscrive presenze emblematiche irrigidite in un analogismo meccanico, come appare evidente nelle mostre alla Galleria del Milione di Milano (1947 e 1949) e alla Biennale di Venezia del 1950. L'iconicità fortemente impressiva delle opere di Moreni si rivela ben presto come il tramite per il riconoscimento internazionale che in questi anni si traduce con le partecipazioni alla I Biennale di San Paolo in Brasile (1951) e nel 1952 alla II Mostra Nazionale d’Arte Contemporanea a Milano, in un'esposizione a Manchester e di nuovo alla Biennale di Venezia a cui questa volta Moreni partecipa su invito di Lionello Venturi, che lo presenta in chiave di “astratto-concreto” all'interno del Gruppo degli Otto, a cui Moreni aderisce per un periodo, come riportato da Venturi nel catalogo Otto pittori italiani edito da De Luca, a Roma.
3. Reincarnazione dei segni: Informale e oltre 1953 – 1964
In questi anni Moreni va oltre le analogie meccaniche astratte del primo periodo, entrando in un nuovo livello di tensione emotiva, una sfida di identitario, personale ed urlato confronto epico con una natura primaria che incontra dal vivo, grazie a frequenti soggiorni, in Romagna e in Lazio. Una natura primitiva e selvaggia attuata con una potenza espressiva di strutture macrosegniche e accesi risalti cromatici, in una valenza materico-gestuale del colore, di evidente pertinenza linguistica Informale. Nel 1954 riceve da Francesco Arcangeli il Premio Spoleto ed in poco più di dieci anni Moreni viene considerato fra i protagonisti più giovani dell'Informale europeo. Si susseguono i riconoscimenti a livello internazionale, così come le partecipazioni alla II Biennale di San Paolo del Brasile (1953-54) e a Documenta I a Kassel (1955). Alla nuova poetica iconico-emblematica, subentra nei dipinti del 1955 una spinta gestualità segnico-materica, che si rende manifesta con le opere per una sala personale alla Biennale di Venezia del 1956 e a Documenta II a Kassel (1959). Grazie all'appoggio di Michel Tapié si trasferisce a Parigi (1956), dove approfondisce le proprie ricerche per un decennio. L'apice materico-gestuale di partecipazione informale, si realizza completamente fra il 1957-1959 in un godimento cromatico-materico, con richiami d’immagini umane e di natura che vengono “aggredite con ira, in un’istanza di quasi demiurgico, ma impietoso possesso” dirà poi Maurizio Calvesi (Aspetti della ricerca informale in Italia fino al 1957, in 7º Premio Modigliani, Livorno, marzo-aprile 1963). Nel corso del 1960, il gestualismo materico tende ad addensarsi e torna riconoscibile la forma. Sarà proprio Immagine il titolo ricorrente nei dipinti esposti alla XXX Biennale di Venezia (1960), testimoni dell'uscita a piccoli passi di Moreni dall'avventura Informale. Nel 1963 gli viene dedicata una mostra antologica itinerante in Europa che tocca tra l'altro il Museum Morsbroich di Leverkusen e che prosegue tra il 1964, con tappa al Kunstverein di Amburgo, e l'inizio del 1965, introdotta da un catalogo curato da Arcangeli dove emerge un percorso che dai simulacri di figure umane passa ad alberi, da nuvole a cartelli, baracche e qualche campo, e che verrà arricchita nel Museo Civico a Bologna con significative aggiunte di Angurie. Gli Alberi, figuralmente espliciti, saranno presenti anche nella sala nella XXXVI Biennale di Venezia del 1972.
4. Angurie e Pellicce 1964 – 1977
Le Angurie (1964-1965), apparse per la prima volta nella mostra antologica sopra citata, diventano il tema ricorrente della prima stagione “post-informale”, dominata da una forte ed evidente emersione di immagini dal ruolo iconico. Un soggetto che attraverso diverse personali e significative partecipazioni (Biennale di Venezia del 1972) sarà rappresentato con una rassegna alla Pinacoteca Comunale di Ravenna (1975), coprendo un arco cronologico di 12 anni di Angurie (dal 1964 al 1975). Tra Eros e Thanatos, Moreni indaga la decadenza della società contemporanea. Decadimento, morte e splendore diventano i temi della sua opera, in un groviglio difficilmente scindibile e dai toni mai tristi o afflitti da sconfortante vittimismo e, anzi, dotati di cariche fortemente vitalistiche. Su questo filone si inserisce la Pelliccia, nuova presenza iconica ed evocazione erotica, visibile insieme alle angurie nella sala dedicata a Moreni nell'Esposizione Internazionale di Arte - La Biennale di Venezia del 1972. Su questa vicenda monotematica decennale ha fatto luce Arcangeli già nel 1965 quando innesca un confronto con la Pop Art nordamericana (presentata alla Biennale di Venezia del 1964), riconoscendo nell'opera di Moreni una matrice che affonda la sua ragione di essere nell'approccio naturalistico e che spinge l'artista a ricercare non dei “totem di investitura d’un mondo prefabbricato”, ma “frammenti di un rapporto di vita”. Del resto, riprendendo Caroli, Moreni è un artista che "si rifà alla natura, come forza prima”, con la volontà “de s’installer au coeur de l’humain en essayant d’attendre le coeur de la peinture”. Moreni stesso avverte: “entra nell’immaginazione dell’uomo l’infezione della possibile distruzione totale – incalza l’angoscia delle cose che stiamo per perdere – diventa evidente che nulla è eterno dunque neanche l’arte, ed allora? Lento svolgimento per forza d’inerzia della violenza urlata”. Attraverso quel decennio e oltre di Angurie, si compie una significativa evoluzione nel suo linguaggio pittorico, un progressivo raffinamento di modalità e consistenza di stesure che porterà ad uno dei capitolo che l'accompagnerà fin verso la fine.
5. Atrofiche e grandi Marilù 1972 - 1994
Dopo le angurie antropoidi, la decadenza della specie umana viene colta dall’artista con altre immagini: macro sessi femminili ormai sterili e dallo spessore di carne saldata e insiemi di simboli, tra i quali l’abbinamento umanoide-computer e quello uomo-umanoide-computer. Esito conclusivo della corporeità sessuale e della decadenza genetica di Angurie e Pellicce è il ciclo delle Atrofiche e grandi Marilù. Manifesto della “violenza di un'immagine dipinta con dolcezza”, trattata con un leggero segno cromatico, un ciclo che non si sviluppa per continuità, ma registra tele dal grande formato e una qualità pittorica virtuosistica. Alcuni grandi dipinti, fra il 1981 e il 1984, visti in una memorabile antologica a Santa Sofia di Romagna nel 1985 ne costituiscono l’aspetto più rappresentativo, in quell'occasione Moreni dichiara come “stranamente per comunicare della modernità in divenire sono costretto ad usare anche mezzi antichi, quel fare piano, qualche volta implacabile del modo lento del fare antico”. Alcune tele ritornano nella Mostra Mista a Santa Sofia (1991), che propone Marilù sintetiche e di raffinatezza pittorica essenziale, completate nel 1996, assieme ai piccoli dipinti del ciclo di Marilù muore, ciao...Perché?, testimonianza di una mutazione genetica ormai figurata in una nuova condizione, diventata oggetto di maquillage con protesi ed elettronica, che si manifesta nella sterile condizione di “umanoide abbinato all’elettronica”. Scavalcata la pratica della Regressione consapevole della specie, sintetizzato il fare pittorico lento delle Atrofiche, le grandi Marilù annunciano la frigidità ottica e cromatica degli Umanoidi, novità di allora dell’immaginazione moreniana.
6. Regressione della specie 1983-1995
Mentre con le Marilù sviluppa e conclude il ragionamento di Regressione della specie, scaturito dalle Atrofiche, Moreni nel 1983 porta avanti un'altra avventura immaginativa, quella di una “regressione consapevole”: una teatralizzazione pittorica della dimostrazione analitica della “regressione della specie, belle arti”. In questo ribaltamento d'ottica egli coglie il senso di un'altra sfida, di una nuova possibilità liberatoria, ora dionisisticamente panica: una molteplicità di immagini essenzialmente schematiche, scritte con una gestualità pittorica gioiosa ed umoristica. Immagini che si iscrivono in cicli brevi: Pattumiere (1983-84), Tubi (1984), Lampadine (1984-85), Geometrie indisciplinate (1984- 86). Episodi del coinvolgimento emblematico di oggetti comuni, del loro schema visivo e nozionale, entro un’inesausta ed inesauribile dichiarazione di modi ‘regressivi’. Una prima consistente esemplificazione della Regressione della specie e ‘belle arti’ si è vista in una personale a Milano (1987-1988), nel cui catalogo Luisa Somaini parla di “positività affermativa, quasi gioiosa, dell’oggetto posto in primo piano, che esplode e libera, si direbbe, grande pittura, in parte gestuale, in parte eseguita con una corrività nuova per l’artista intento, in questi anni, a sperimentare anche nuovi cromatismi, acidi oggi, ma anche più audaci e gridati di un tempo, da mondo interstellare o postatomico, vistosamente illuminato al neon”. L’ampio ciclo è riproposto in ulteriori occasioni espositive, in particolare ad Arezzo nel 1989, all'interno del catalogo Renato Barilli legge i nuovi modi pittorici moreniani in chiave di macchina “mossa dall’energia elettromagnetica, e soprattutto legata ai circuiti elettronici”; ed a Parigi nel 1990. Ulteriori temi iconici sono: altri casi di Geometrie indisciplinate (1987-89), Oggetti (1987-90) e Bambole.
7. Autoritratti 1985 – 1996
Nel periodo tra la metà degli anni Ottanta e metà Novanta, Moreni dedica particolare attenzione all'autoraffigurazione, producendo Autoritratti, che documentano un'ulteriore evoluzione tematico-linguistica e che corrispondono ad una totale polivalenza dichiarativa autobiografica, resa manifesta nel corredo di scrittura corsiva dell'immagine. Oltre a fare a meno della rappresentatività, Moreni nei suoi autoritratti perde anche ogni corresponsione cronologica, riferendosi a livelli cronologici diversi del proprio passato ma anche di un futuro ipotetico. Caso dunque tutto a sé in una fenomenologia del ritratto moderno e contemporaneo, con qualche possibile plausibilità di ipotesi di confronto con l’autoritrattistica del primo Kokoschka, nei primi due decenni del XX secolo, più che fra anni Dieci e Venti di un Beckmann, e, nella seconda metà del secolo, ai rari sconvolgenti autoritratti di Bacon. Anche attraverso l’autoritratto, per Moreni conta ben più la forza espressiva della individuazione psico-somatica identitaria propria e rappresentativa, anche se certe tematiche ricorrono, come gli occhi fortemente impressivi, quasi aggressivi, e la bocca tendenzialmente di plastica apertura. L’Autoritratto n. 1 (1985) è stato esposto al XXIX Premio Campigna a Santa Sofia di Romagna e poi nel 1989, nell’importante mostra dedicata a Il regressivo consapevole 1983-1989. Nel 1989 gli Autoritratti si fanno più frequenti, proposti ancora l’anno seguente, nel 1991 e nel 1992 in mostra a Santa Sofia, quando si attua una semplificazione nei rapporti immagine-fondo-scrittura, che nel 1993 va verso la cordonata essenzialità della figurazione di Umanoidi.
8. Umanoidi 1995 – 1999
Due mostre personali del 1994-95, pongono una chiave di lettura “contenutistica” per il nuovo ampio ciclo, conclusivo dell'avventura pittorica di Moreni: gli Umanoidi. Il nesso linguistico tra questo ciclo e il precedente, concluso nel 1996, è strettissimo, e si può leggere come un'evoluzione, in cui la nuova somatica è costituita dal protagonismo iconico di una scatola tecnologica, allusiva al computer, sostitutiva di volto e mente dell'uomo. La presenza degli Umanoidi s’afferma nell'importante mostra personale L’umanoide tutto computer a Ravenna (1996), assieme ad alcuni Autoritratti degli anni subito prima, diventando il tema unico poi, nel 1999, della grande mostra L’ultimo trasalimento del dipingere... o la protostoria della modernità, a Faenza, poco più d’un mese prima della scomparsa. Nel catalogo ravennate Claudio Spadoni scrive che “Moreni dipinge la premonizione che l’arte, avviata ad un futuro elettronico e digitale, non sarà più la stessa. Così come l’uomo, di cui enfatizza l’aspetto di ibrido, indefinibile mutante, ormai una cosa sola col computer”. Ciò che viene trasmesso ora, con gli Umanoidi è - sempre citando Spadoni - un’apocalisse genetica anestetizzata dal volto asettico, mostrata con un'estesa repertoriazione di diverse tipologie di condizionamenti elettronici nella morfologia dell'uomo. In questa “armata di umanoidi” traspare una immagine di condizione umana futura intesa, come presa d'atto di una mutazione in corso, un rinnovamento evolutivo. Moreni si fa deliberato testimone di un subentrato destino di condizionamento tecnologico-elettronico, che testimonia anche attraverso i titoli di queste sue opere, come ad esempio: Computer forse un nuovo feticcio (1996), La mutazione antropologica o rivoluzione della vita via internet (1997), l’Umanoide tutto computer (1996), Il computer sottocutaneo, La genetica nel computer / il computer nella genetica (1995). Infine nei lavori degli ultimi anni, 1997, '98 e '99, spuntano braccia, gambe e cospicui piedi, o “scarpe di moda”, o frutti: una “pera meccanica”, “elettronica”; od oggetti come: un tavolo o un’automobile.
Mattia Moreni muore a Brisighella (RA), dove si era stabilito nel 1966, il 29 maggio 1999.

## Collezioni museali

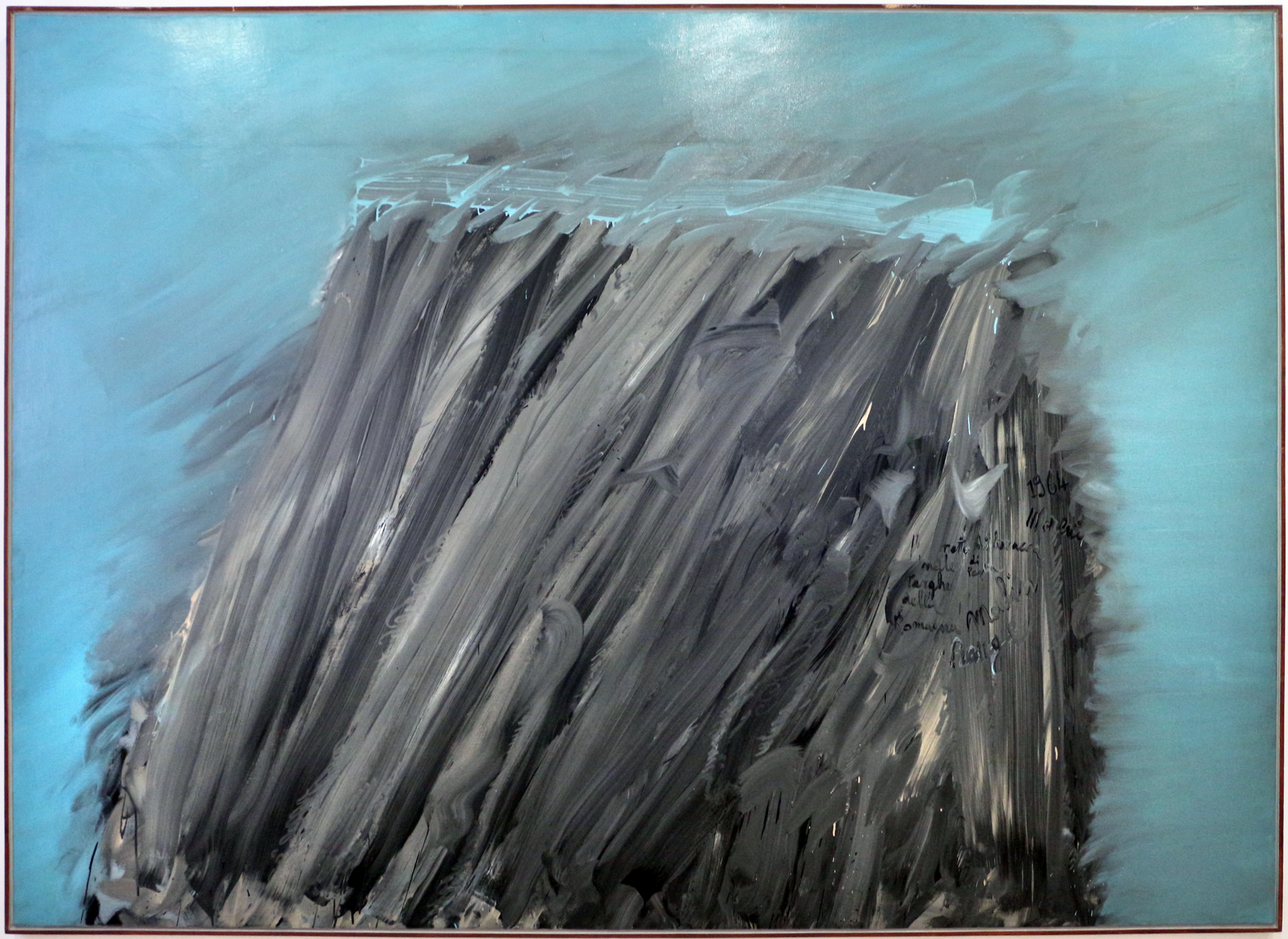
Tetti di baracche di paglia nelle langhe della Romagna, bozzetto per mosaico (1965), Collezione Mosaici Moderni della Pinacoteca di Ravenna

Le opere di Mattia Moreni arricchiscono oggi le collezioni di musei italiani e internazionali, tra cui: la Galleria Nazionale d'Arte Moderna di Roma, la Galleria d'Arte Moderna e Contemporanea di Torino, il Mart - Museo d'Arte Moderna e Contemporanea di Trento e Rovereto, la Galleria degli Uffizi di Firenze, il MAMBo - Museo d'Arte Moderna di Bologna, il Museo del Novecento di Milano, il Centro d'arte moderna e contemporanea della Spezia, Pinacoteca Civica Palazzo Romagnoli di Forlì, il Museo d'Arte Moderna e Contemporanea di Bolzano, la Collezione RAI a Torino, la Galleria d'Arte Moderna di Trieste, il Museo Civico di Palazzo Mazzetti di Asti, il Museo d'Arte della città di Ravenna, la Galleria d'Arte Vero Stoppioni di Santa Sofia, il VAF-Stiftung di Francoforte, il Museu de Arte Moderna e il Museo de Arte a Sao Paulo del Brasile, il Musee d'Art Moderne et d'Art Contemporain di Liegi, la Nationalgalerie di Berlino, il MAGI '900 di Pieve di Cento e il Museum Morsbroich di Leverkusen.